# الین آساتریان
الین آساتریان (ارمنی: Էլեն Ասատրյան)(زادهٔ ۱۹۸۳) یک سیاستمدار ارمنیان-آمریکایی است که عضو شورای شهر و شهردار فعلی گلندیل، کالیفرنیا می‌باشد.

## زندگی اولیه و تحصیلات
آساتریان همراه با خانواده‌اش در سن ۱۰ سالگی از ارمنستان به گلندیل مهاجرت کرد، جایی که در مدرسه ابتدایی کلمبوس، مدرسه متوسطه تول، و مدرسه عالی هربرت هوور تحصیل کرد. او فارغ‌التحصیل دانشگاه کالیفرنیا، لس آنجلس است که در آنجا علوم سیاسی را با تمرکز بر سیاست آمریکا و روابط بین‌الملل فرا گرفت.
در سن ۱۵ سالگی، آساتریان کار سیاسی خود را به عنوان داوطلب در کمپین رافی منوکیان برای انتخابات شورای شهر گلندیل ۱۹۹۹ آغاز کرد.

## حرفه

### حمایت سیاسی

#### کمیته ملی ارمنی‌های آمریکا
در سال ۲۰۰۶، آساتریان مدیر اجرایی شعبه گلندیل کمیته ملی ارمنی‌های آمریکا شد و در سال ۲۰۱۳، به مدیر اجرایی کل منطقه غربی منصوب شد. آساتریان چندین ابتکار را پیگیری و رهبری کرد، از جمله ایجاد برنامه‌های کارآموزی و پژوهش برای دانش‌آموزان دبیرستان و دانشگاه؛ تأسیس گروه کاری خشونت خانگی گلندیل؛ راه‌اندازی و اجرای ابتکارات ثبت‌نام رای‌دهندگان و رای‌دهی؛ کسب شناخت برای نسل‌کشی ارمنیان و جمهوری قره‌باغ؛ و پذیرش برنامه درسی آموزش نسل‌کشی در مدارس عمومی کالیفرنیا.
در سال ۲۰۱۷، آساتریان مذاکراتی با کاروسو پس از امتناع آمریکانا در برند از ارائه فضای تبلیغاتی پولی بر روی بیلبورد خود برای مستند «معماران انکار» (دربارهٔ نسل‌کشی ارمنیان) انجام داد. کاروسو موافقت کرد که رابطه خود با جامعه ارمنی محلی را بهبود بخشد.

#### حزب دموکرات
به عنوان یک عضو از حزب دموکرات شهرستان لس آنجلس و کمیته کمپین سناتوری دموکرات‌ها، آساتریان قطعنامه‌ای را برای کنوانسیون دموکرات‌های کالیفرنیا در سال ۲۰۲۱ ارائه کرد که ترکیه و آذربایجان را به دلیل جنایات جنگی که در جنگ دوم قره‌باغ مرتکب شده بودند محکوم می‌کرد.

#### سایر
در سال ۲۰۱۵، آساتریان به کمیسیون پارک‌ها، تفریحات و خدمات اجتماعی شهر گلندیل منصوب شد و در سال ۲۰۱۸ به عنوان رئیس کمیسیون منصوب گردید. در این نقش، او برای فضاهای باز در سراسر شهر، به ویژه در جنوب منطقه شهری گلندیل، تلاش کرد.

### مقام منتخب

#### شهر گلندیل
در سال ۲۰۲۲، آساتریان با مشاهده کمبود آگاهی جامعه از برنامه‌های کمک‌رسانی کووید ۱۹ و تمایل به «ایجاد سیستمی که برای خانواده‌های طبقه کارگر مفید باشد»، در انتخابات برای یکی از سه کرسی خالی شورای شهر گلندیل شرکت کرد و در بین هشت نامزد، دوم شد. او اولین زن ارمنی-آمریکایی شد که به عنوان نماینده شورای شهر انتخاب گردید.
در آوریل ۲۰۲۴، آساتریان به عنوان شهردار گلندیل انتخاب شد و به این ترتیب اولین زن ارمنی-آمریکایی در این موقعیت شد. او در پاسخ، عضو دیگر شورای شهر آردی کاساخیان گفت: من فکر می‌کنم این روزی بسیار مهم برای گلندیل و ارمنی‌های آمریکایی است.
در مه ۲۰۲۴، آساتریان به عنوان کمسیونر به هیئت فرودگاه برابانک-گلندیل-پاسادنا منصوب شد و جایگزین پائولا دویین گردید.
به عنوان شهردار، آساتریان اعلام کرده است که حمایت از تنوع سیاسی اولویت او است. در میان افزایش قطبیت سیاسی، او قصد دارد ارتباطات میان گروه‌های مختلف را تقویت کرده و برنامه‌هایی برای برگزاری جلسات با سازمان‌های مختلف اجتماعی ترتیب دهد. برای حمایت از جامعه آفریقایی-آمریکایی گلندیل، او به درخواست‌ها برای حمایت مالی از صندوق دانش‌آموزان سیاه‌پوست گلندیل پاسخ مثبت داده است. او تلاش‌های انجام شده توسط شهر را برای مقابله با بی‌عدالتی‌هایی که زنان با آن روبرو هستند برجسته کرده و خاطرنشان کرده است که گلندیل در فوریه ۲۰۲۴ به هفتمین شهری تبدیل شد که به پیمان برابری دستمزد کالیفرنیا پیوسته است.
در ژوئن ۲۰۲۴، آساتریان به ارمنستان سفر کرد تا در انجمن دموکراسی محلی ایالات متحده که توسط وزارت امور خارجه ایالات متحده برگزار شده بود شرکت کند. در آنجا، او از شهرهای خواهر گلندیل گیومری و کاپان بازدید کرد و در مذاکراتی در مورد راه‌های مؤثر درگیر کردن گروه‌های محلی و سازمان‌های غیرانتفاعی شرکت کرد. او اعلام کرده است که همکاری میان مرکز حمایت از زنان ایروان را تسهیل خواهد کرد و همچنین آموزش واکنش به خشونت خانگی توسط پلیس گلندیل را برای نیازمندان برنامه‌ریزی کرده است.
در اکتبر ۲۰۲۴، آساتریان سخنرانی‌هایی را ارائه داد و مشارکت دیرینه شهر گلندیل با موزه ارمنی-آمریکایی را تأیید کرد و بر اهمیت چنین موسسه‌ای در تقویت آموزش، همبستگی و افتخار فرهنگی تأکید کرد.
در اکتبر ۲۰۲۴، آساتریان به کره جنوبی سفر کرد، جایی که توافق‌نامه‌ای در زمینه سرگرمی با منطقه آزاد اقتصادی اینچئون منعقد کرد. این توافق‌نامه شامل ایجاد یک پلتفرم جدید دولتی به دولت است که توسط دولت‌های اینچئون و گلندیل ساخته شده و با شرکت‌های سرگرمی در هر دو شهر به اشتراک گذاشته خواهد شد. به مناسبت موافقت‌نامه تفاهم، اولین فروم سرگرمی هالیوود و آسیا برگزار شد.

#### مجلس ایالتی کالیفرنیا
در انتخابات مجلس ایالتی کالیفرنیا ۲۰۲۴، آساتریان برای حوزه ۴۴ نامزد شد و مورد حمایت مقامات منتخب مانند معاون فرماندار النی کونالاکیس و سناتورهای ایالتی آنتونی پورترانتینو و سوزان روبیو قرار گرفت. او در انتخابات مقدماتی در رتبه چهارم قرار گرفت.
آساتریان پس از بازتاب تجربیات خود از هدف قرار گرفتن در طول کمپین، اظهار داشت: گروه‌هایی که مدام پست می‌کردند، 'اوه، او اینه' یا 'او اون‌طور است' یا هر چیزی در طول رقابت مجلس ایالتی من، حتی نمی‌دانستند رقبای من چه کسانی هستند و وقتی رقابت تمام شد، گفتند: کی نیک شولتز؟